# Korpus Obrony Ojczyzny
Korpus Obrony Ojczyzny (lit. Tėvynės Apsaugos Rinktinė, TAR), zwany też Żmudzką Armią Obrony – ochotnicza kolaboracyjna formacja zbrojna złożona z Litwinów w służbie armii niemieckiej pod koniec II wojny światowej.
Latem 1944 r. z inicjatywy 2 litewskich oficerów kpt. I. Jatulisa i kpt. Jonasa Čėsny została sformowana ochotnicza formacja zbrojna pod nazwą Tėvynės Apsaugos Rinktinė. W jej skład weszli Litwini z tych kolaboracyjnych jednostek policyjnych i wojskowych, które nie zostały jeszcze odesłane do Niemiec lub rozformowane. Korpus składał się z dwóch pułków, którymi dowodzili litewscy oficerowie. Na czele korpusu stał jednak Niemiec płk (następnie gen. mjr) Hellmuth Mäder. Służył w nim w 2 pułku przyszły prezydent Litwy Valdas Adamkus. Oddziały TAR objęły pozycje obronne w rejonie wioski Papile. 7 października 1944 r. linia frontu została przerwana przez Armię Czerwoną. Większość korpusu została zniszczona w okolicach miejscowości Mažeikiai podczas osłaniania odwrotu wojsk niemieckich. Resztki wycofały się wraz z oddziałami niemieckimi do Prus Wschodnich, gdzie sformowano na ich bazie litewski batalion saperski w składzie ośmiu kompanii. Stacjonował on na wybrzeżu Bałtyku. Następnie znalazł się w tzw. Worku Kurlandzkim. Ranni żołnierze batalionu byli ewakuowani morzem do Lubeki, pozostali zaś zginęli w ciężkich walkach z Armią Czerwoną lub przeszli do walki partyzanckiej w lasach.